# マイケル・ブリッグス
マイケル・ブリッグス（Michael Briggs、1966年7月24日 - ）は、南アフリカ共和国のレーシングドライバー。 

## 経歴
ブリッグスは1987年に全国グループNサルーンカーチャンピオンシップでレースを開始し、5回タイトルを獲得した。 1991年に彼は南アフリカのGTIチャンピオンシップで優勝した。ブリッグスは1993年と1995年に南アフリカツーリングカー選手権で大成功を収め、オペル・ベクトラでシリーズチャンピオンを獲得。1994年にはシリーズ2位となった。イギリスツーリングカー選手権にも1995年に参戦した経験を持ち、負傷したジェームズ・トンプソンの代役として参戦。15位でシリーズを終えた。同年世界ツーリングカーカップにも南アフリカ代表としてベクトラで参戦している。
1997年から2002年まで、彼はSATCC、マレーシアスーパーカーチャンピオンシップ（2000年のチャンピオン）、アジアツーリングカーチャンピオンシップ（ ATCC ）に出場。 ATCCでの彼の最後のシーズンはチームでPETRONAS Syntiumプロトンより参戦。2006年にプロトン・インピアンでシリーズ3位となった。

## レース記録

### イギリスツーリングカー選手権
| 年     | チーム                 | 使用車両                     | 1     | 2     | 3     | 4     | 5     | 6     | 7     | 8     | 9     | 10    | 11    | 12    | 13    | 14    | 15  | 16    | 17    | 18      | 19      | 20      | 21      | 22       | 23      | 24      | 25        | DC   | 順位 |
| ------ | ---------------------- | ---------------------------- | ----- | ----- | ----- | ----- | ----- | ----- | ----- | ----- | ----- | ----- | ----- | ----- | ----- | ----- | --- | ----- | ----- | ------- | ------- | ------- | ------- | -------- | ------- | ------- | --------- | ---- | ---- |
| 1995年 | ボクスホール・スポーツ | ボクスホール・キャバリエ 16v | DON 1 | DON 2 | BRH 1 | BRH 2 | THR 1 | THR 2 | SIL 1 | SIL 2 | OUL 1 | OUL 2 | BRH 1 | BRH 2 | DON 1 | DON 2 | SIL | KNO 1 | KNO 2 | BRH 1 6 | BRH 2 5 | SNE 1 7 | SNE 2 5 | OUL 1 12 | OUL 2 8 | SIL 1 6 | SIL 2 Ret | 15位 | 35   |